# Museo civico di Alatri
Il Museo civico di Alatri ha sede nel duecentesco palazzo Gottifredo, nel centro storico di Alatri.
Il museo, fondato nel 1934, era originariamente situato nelle sale al pianterreno dell'ala ovest del palazzo Conti-Gentili ed in seguito fu trasferito nella sede attuale. Chiuso al pubblico nel corso degli anni è stato riaperto nel 1996 limitatamente alla sezione epigrafica nei locali di proprietà comunale di palazzo Gottifredo. Tra il 1998 ed il 2000 fu ristrutturato con fondi comunitari. Si articolava, fino al 2008, in una sezione epigrafica al pianterreno, una sezione archeologica pre-protostorica e di valorizzazione delle mura poligonali al primo piano e una sezione demoantropologica al secondo piano. Tra il 2009 ed il 2013 il museo ha alternato mostre temporanee di carattere archeologico e storico artistico a prolungati periodi di chiusura al pubblico. Il 16 febbraio del 2013 è stato riaperto con nuovi allestimenti.

## Sezione epigrafica
Di particolare interesse, per la natura locale del museo, è la sezione epigrafica, ricca di ritrovamenti relativi alla vita pubblica della città. Delle lapidi esposte, che documentano la storia dell'Aletrium di epoca romana, va ricordata in particolare l'epigrafe di Lucio Betilieno Varo (seconda metà II secolo a.C. - inizi I secolo a.C.), rinvenuta nel Settecento in piazza Santa Maria Maggiore, che descrive l'opera di riordino urbanistico voluta dal magistrato nel II secolo a.C. che finanziò moltissime opere pubbliche per la città di Alatri.
Con ogni probabilità tale epigrafe doveva essere posta alla base di una statua dedicata al censore in segno di ringraziamento da parte dei cittadini.
A tale ritrovamento seguirono ulteriori scavi nel 1882 da parte dell'ingegnere Bassel per l'individuazione di altri reperti che portarono alla luce diverse iscrizioni sepolcrali, la base di una colonna, frammenti di vasi in terracotta.
Tra le epigrafi esposte: un cippo in calcare dedicato agli dei Penati e il calco di un'iscrizione riferita a divinità sciamaniche locali.
- Mosaico pavimentale (90 - 80 a.C.), policromo con decorazione geometrica in prospettiva, originariamente collocato all'ingresso di una domus repubblicana.[5]
- Resti di un piccolo tempio extraurbano di tipo etrusco-italico, costituiti da terrecotte architettoniche ed ex voto fittili: furono rinvenuti nel 1889 dall'équipe di Adolfo Cozza e Herman Winnefeld, a circa un chilometro dall'abitato; a lungo conservati nel Museo Nazionale Etrusco di Villa Giulia a Roma, assieme a un modello in scala 1:1 del tempio realizzato nel 1890, sono stati riportati ad Alatri nel 2016 e sono esposti nel museo[6]
- Reperti archeologici protostorici dell'età del bronzo finale rinvenuti in località Piedimonte di Canale e reperti di età romana rinvenuti nel corso di scavi archeologici sull'acropoli nell'area cosiddetta dei "Santuari", a ridosso della Porta Maggiore.

## Sezione demoantropologica
- Nella Sezione demoantropologica è esposta una collezione privata concessa in comodato d'uso al comune di Alatri da Antonio Gambardella, costituita da circa 1000 strumenti e attrezzature della tradizione agricola e artigianale del Lazio meridionale[7], che ha integrato nel 2002 il primitivo nucleo originario di circa 150 oggetti della precedente sezione "etnografica", raccolta a cura dell'allora assessore alla Cultura Flavio Fiorletta.[8]